# Station Walbourg
Station Walbourg is een spoorwegstation in de Franse gemeente Walbourg.

## Treindienst
| Serie      | Treinsoort | Route                                                | Bijzonderheden |
| ---------- | ---------- | ---------------------------------------------------- | -------------- |
| TER 830500 | TER (SNCF) | Strasbourg-Ville – Haguenau – Walbourg – Wissembourg |                |